# Çukurova Belediyesi Spor Kulübü 2023-2024
Questa voce raccoglie le informazioni riguardanti il Çukurova Belediyesi Spor Kulübü nelle competizioni ufficiali della stagione 2023-2024.

## Stagione
Il Çukurova Belediyesi Spor Kulübü non utilizza alcuna denominazione sponsorizzata nella stagione 2023-24.
Si classifica all'undicesimo posto in Sultanlar Ligi, mentre in Coppa di Turchia si spinge fino ai quarti di finale, dove viene eliminato dal VakıfBank.

## Organigramma societario
Area direttiva
- Presidente: İsmail Özgen

Area tecnica
- Allenatore: Mustafa Umut (fino a novembre), Ataman Güneyligil (da novembre)
- Allenatore in seconda: Emirhan Özkan, Gençer Yarkin
- Assistente allenatore: Mehmet Sazoğlu
- Scoutman: Burak Simit

## Rosa
| N° | Nome              | Ruolo | Data di nascita   | Nazionalità sportiva |
| -- | ----------------- | ----- | ----------------- | -------------------- |
| 1  | Gergana Dimitrova | S     | 28 febbraio 1996  | Bulgaria             |
| 2  | Berin Yıldırım    | L     | 13 giugno 1998    | Turchia              |
| 3  | Burcu Yönder      | P     | 19 gennaio 1997   | Turchia              |
| 4  | Beren Yeşilırmak  | O     | 1º giugno 2005    | Turchia              |
| 7  | Berra Eren        | C     | 20 settembre 2001 | Turchia              |
| 8  | Nina Stojiljković | P     | 1º settembre 1996 | Francia              |
| 9  | Ezgi Uludağ       | S     | 27 novembre 2001  | Turchia              |
| 10 | Büşra Şahin       | C     | 8 agosto 1997     | Turchia              |
| 11 | Ezgi Dağdelenler  | S     | 3 novembre 1993   | Turchia              |
| 12 | Ángela Leyva      | S     | 22 novembre 1996  | Perù                 |
| 13 | Samanta Fabris    | O     | 8 febbraio 1992   | Croazia              |
| 14 | Ceren Cihan       | L     | 3 febbraio 1991   | Turchia              |
| 15 | Selin Uygur       | C     | 18 agosto 1992    | Turchia              |
| 17 | Nursevil Aydınlar | P     | 28 novembre 1995  | Turchia              |
| 18 | Yasemin Güveli    | C     | 5 gennaio 1999    | Turchia              |
| 18 | Yasemin Yıldırım  | C     | 28 gennaio 1995   | Turchia              |
| 21 | Hanife Özaydinli  | C     | 1º novembre 2002  | Turchia              |

## Statistiche

### Statistiche di squadra
| Competizione     | Punti | In casa | In casa | In casa | In trasferta | In trasferta | In trasferta | Totale | Totale | Totale |
| Competizione     | Punti | G       | V       | P       | G            | V            | P            | G      | V      | P      |
| ---------------- | ----- | ------- | ------- | ------- | ------------ | ------------ | ------------ | ------ | ------ | ------ |
| Sultanlar Ligi   | 26    | 13      | 3       | 10      | 13           | 5            | 8            | 26     | 8      | 18     |
| Coppa di Turchia | 4     | 0       | 0       | 0       | 1            | 0            | 1            | 3      | 1      | 2      |
| Totale           | -     | 13      | 3       | 10      | 14           | 5            | 9            | 29     | 9      | 20     |

G = partite giocate; V = partite vinte; P = partite perse

### Statistiche dei giocatori
| Giocatrice      | Campionato | Campionato | Campionato | Campionato | Campionato | Coppa di Turchia | Coppa di Turchia | Coppa di Turchia | Coppa di Turchia | Coppa di Turchia | Totale | Totale | Totale | Totale | Totale |
| Giocatrice      | P          | PT         | AV         | MV         | BV         | P                | PT               | AV               | MV               | BV               | P      | PT     | AV     | MV     | BV     |
| --------------- | ---------- | ---------- | ---------- | ---------- | ---------- | ---------------- | ---------------- | ---------------- | ---------------- | ---------------- | ------ | ------ | ------ | ------ | ------ |
| N. Aydınlar     | 25         | 59         | 28         | 25         | 6          | 2                | 8                | 6                | 1                | 1                | 27     | 67     | 34     | 26     | 7      |
| C. Cihan        | 18         | 0          | 0          | 0          | 0          | 3                | 0                | 0                | 0                | 0                | 21     | 0      | 0      | 0      | 0      |
| E. Dağdelenler  | 24         | 164        | 144        | 7          | 13         | 2                | 29               | 28               | 0                | 1                | 26     | 193    | 172    | 7      | 14     |
| G. Dimitrova    | 26         | 302        | 259        | 26         | 17         | 3                | 32               | 25               | 0                | 7                | 29     | 334    | 284    | 26     | 24     |
| B. Eren         | 21         | 14         | 5          | 5          | 4          | 3                | 1                | 1                | 0                | 0                | 24     | 15     | 6      | 5      | 4      |
| S. Fabris       | 25         | 379        | 339        | 27         | 13         | 3                | 46               | 41               | 3                | 2                | 28     | 425    | 380    | 30     | 15     |
| Y. Güveli       | 12         | 147        | 79         | 58         | 11         | 1                | 7                | 6                | 1                | 0                | 13     | 154    | 85     | 59     | 11     |
| Á. Leyva        | 26         | 271        | 244        | 17         | 10         | 2                | 16               | 12               | 2                | 2                | 28     | 287    | 256    | 19     | 12     |
| H. Özaydinli    | 3          | 0          | 0          | 0          | 0          | 0                | 0                | 0                | 0                | 0                | 3      | 0      | 0      | 0      | 0      |
| B. Şahin        | 24         | 100        | 61         | 34         | 5          | 1                | 5                | 4                | 1                | 0                | 25     | 105    | 65     | 35     | 5      |
| N. Stojiljković | 13         | 27         | 7          | 10         | 10         | 1                | 0                | 0                | 0                | 0                | 14     | 27     | 7      | 10     | 10     |
| E. Uludağ       | 14         | 14         | 12         | 1          | 1          | 1                | 1                | 1                | 0                | 0                | 15     | 15     | 13     | 1      | 1      |
| S. Uygur        | 11         | 33         | 23         | 6          | 4          | 2                | 11               | 7                | 3                | 1                | 13     | 44     | 30     | 9      | 5      |
| B. Yeşilırmak   | 13         | 10         | 10         | 0          | 0          | 0                | 0                | 0                | 0                | 0                | 13     | 10     | 10     | 0      | 0      |
| B. Yıldırım     | 25         | 0          | 0          | 0          | 0          | 3                | 0                | 0                | 0                | 0                | 28     | 0      | 0      | 0      | 0      |
| Y. Yıldırım     | 12         | 86         | 47         | 27         | 12         | 2                | 10               | 3                | 6                | 1                | 14     | 96     | 50     | 33     | 13     |
| B. Yönder       | 11         | 1          | 0          | 1          | 0          | 1                | 1                | 0                | 1                | 0                | 12     | 2      | 0      | 2      | 0      |

P = presenze; PT = punti totali; AV = attacchi vincenti; MV = muri vincenti; BV = battute vincenti